# Windows键

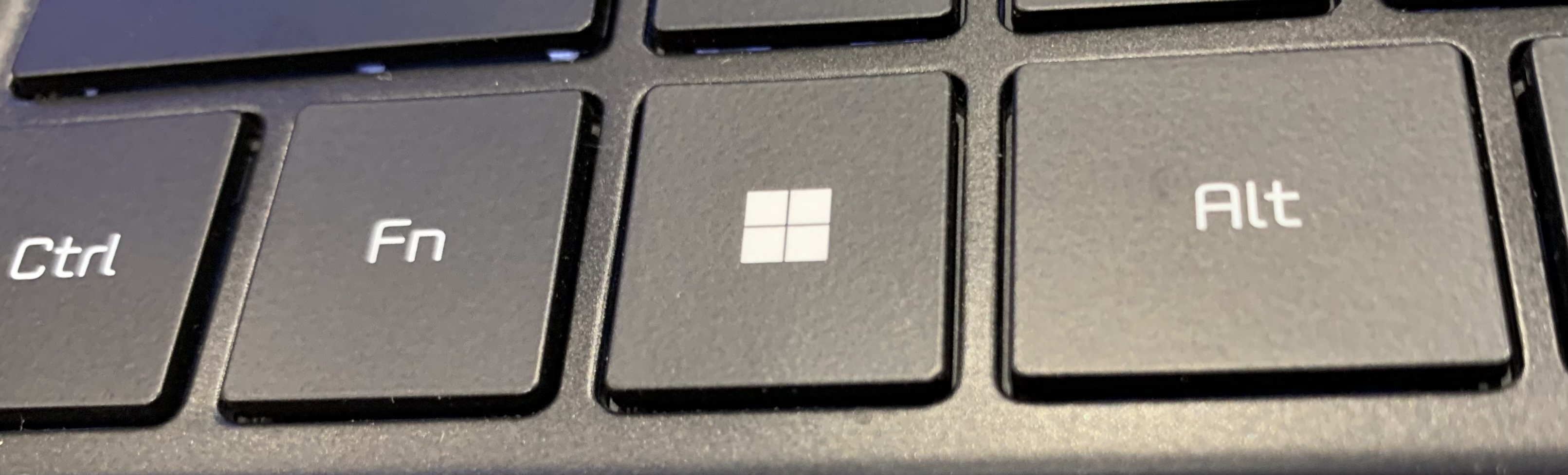
Windows 11採用反映當前Windows徽標的設計，使用四個大小相等的正方形。

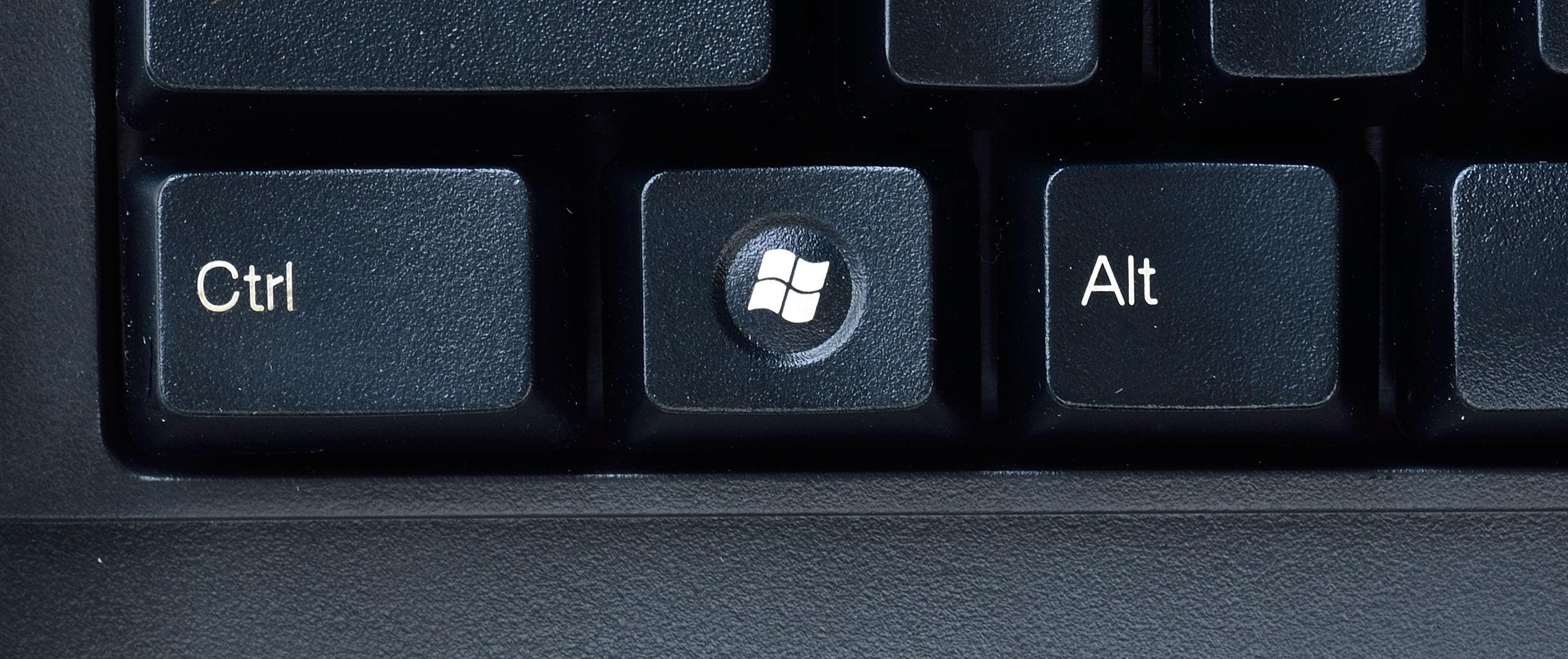
位于Ctrl键和Alt键之间的Windows旧标志样式的Windows按键。

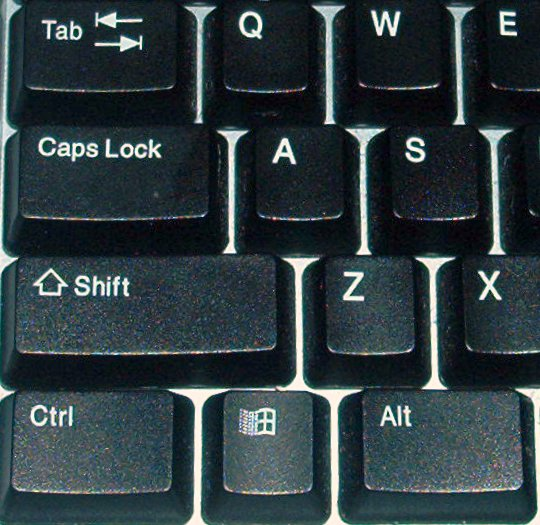
最早的Windows键

Windows键（英語：Windows key），簡稱Win键（Winkey），是在计算机键盘左下角Ctrl和Alt键之间的按键，图案是Microsoft Windows的视窗徽标。现在大多数运行Windows的PC键盘上都有这个按键。在Linux下称为Super键，功能与Windows不一样。在Mac中，该位置有三个键，分别为Control，Option（Alt），Command键。其中Command键代替了Windows键，但在OS X中，此键功能类似于Windows中的Ctrl，而在运行Windows的Mac中，此键功能与Windows键完全相同。

## 功能
单独按下时，可以打开Windows 95以上版本Windows的开始菜单。也可以与键盘鼠标等输入设备上的按键配合使用执行一些功能。部分Linux版本的图形界面也会响应该按键。

## 符号样式
最早的Windows键上的符号是Windows 95和Windows 98的视窗图形，老式键盘（从Windows XP到Windows 7）用Windows旗帜徽标作为键盘Windows键的标志，新式键盘的Windows键符号为微软从Windows 8开始使用的新Windows徽标。

## 相容性
若使用舊式鍵盤搭配Windows Vista以上的系統，按Windows鍵時可能會有無反應的情形發生。
於Magic Keyboard則由⌘ Command代替。

## 快捷键例子
| 快捷键      | 作用                    | 备注                           |
| ----------- | ----------------------- | ------------------------------ |
| ⊞ Win+L     | 鎖定                    |                                |
| ⊞ Win+R     | 运行命令                |                                |
| ⊞ Win+D     | 返回桌面                |                                |
| ⊞ Win+M     | 最小化所有窗口          |                                |
| ⊞ Win+F     | 文件搜索                | Windows 10以上為反馈中心       |
| ⊞ Win+E     | 打开资源管理器          |                                |
| ⊞ Win+V     | 取得剪貼Windows歷程記錄 | Windows 10 1809版本以上        |
| ⊞ Win+Space | 切換輸入法              | Windows 8以上                  |
| ⊞ Win+P     | 切換顯示器              |                                |
| ⊞ Win+S     | 開啟搜尋                | Windows 8以上                  |
| ⊞ Win+W     | 開啟小工具              | Windows 11 21H2版本以上        |
| ⊞ Win+I     | 開啟設定                | Windows 10 1507版本以上        |
| ⊞ Win+T     | 預覽應用程式視窗        | 同一應用程式，開啟兩個視窗以上 |
| ⊞ Win+U     | 開啟設定裡的輕鬆存取    | Windows 10 1507版本以上        |
| ⊞ Win+G     | 開啟Xbox Game Bar       | Windows 10 1703版本以上        |
| ⊞ Win+Tab ↹ | 切换当前任务            |                                |

- 注意 ⊞ Win+D／⊞ Win+M 兩者還是有些微的不同：
  - ⊞ Win+D為顯示桌面，再輸入一次即可返回原本工作視窗。
  - ⊞ Win+M就不一樣了，它是「將所有工作視窗縮小（最小化）」，再輸入一次並不會回到原本的視窗。
  - 此條目僅列出一小部分